# 문자열 연결
형식 언어 이론과 컴퓨터 프로그래밍에서 문자열 연결(string concatenation)은 문자열의 끝과 끝을 결합시키는 조작이다. 이를테면 "눈"과 "사람"의 문자열을 연결하면 "눈사람"으로 된다.

## 문법
수많은 프로그래밍 언어에서 문자열 연결은 이항 중위 연산자이다. +(더하기) 연산자는 종종 오버로드되어 문자열 인수의 연결을 지시한다: "Hello, " + "World"는 "Hello, World"라는 값을 나타낸다. 다른 언어들에서는 별도의 연산자가 있으며 특히 암시형을 문자열로 변환함을 지시하며 이는 일반적인 더하기를 위한 더 복잡하나 동작과는 반대된다. 그 예로는 에딘버러 IMP, 펄, PHP에서의 ., 루아의 .., 에이다와 비주얼 베이직의 &이 있다. PL/I, 오라클 데이터베이스 SQL의 ||처럼 다른 문법도 존재한다.

## 참고 문헌
- John E. Hopcroft and Jeffrey D. Ullman, Introduction to Automata Theory, Languages and Computation, Addison-Wesley Publishing, Reading Massachusetts, 1979. ISBN 0-201-02988-X.
- JOHN CORCORAN, WILLIAM FRANK, and MICHAEL MALONEY, String theory, Journal of Symbolic Logic, vol. 39 (1974) pp. 625– 637

1. ↑  Concatenation Operators in Visual Basic
2. ↑  Concatenation Operator